# القرية (السياني)

تعديل مصدري - تعديل

القرية محلة تابعة لقرية منزل السماوي، التابعة لعزلة الدامغ بمديرية السياني إحدى مديريات محافظة إب في الجمهورية اليمنية.، بلغ تعداد سكانها 237 حسب تعداد اليمن لعام 2004.